# روبرت كلايف جونز
روبرت كلايف جونز (بالإنجليزية: Robert Clive Jones)‏ هو محامي وقاضي أمريكي، ولد في 1947 في لاس فيغاس في الولايات المتحدة.